# Bukovec pri Poljanah

Lega kraja v Atlasu okolja

Bukovec pri Poljanah je gručasta vasica v Občini Ribnica. Stoji na pobočni uravnavi Male gore zahodno pod Grmado (887 m), severno od Velikih Poljan.
Svet je vrtačast, na apnencu je tanka prst. Prevladujejo travniki sredi gozda.